# Henri Lacassagne
Pour les articles homonymes, voir Lacassagne.
 (mai 2011).
Si vous disposez d'ouvrages ou d'articles de référence ou si vous connaissez des sites web de qualité traitant du thème abordé ici, merci de compléter l'article en donnant les références utiles à sa vérifiabilité et en les liant à la section « Notes et références ».

a Compétitions nationales et continentales officielles uniquement.

b Matchs officiels uniquement.

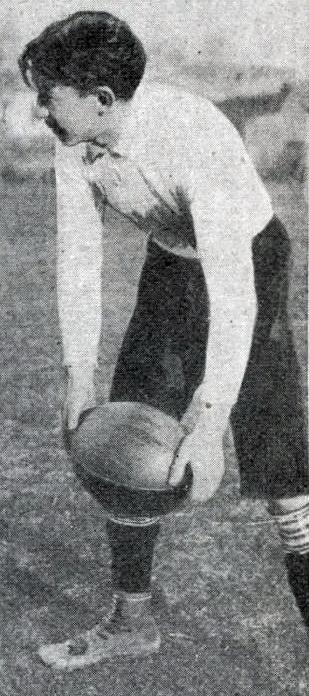
Henri Lacassagne en avril 1905.

Henri Lacassagne (1883 - 1918), est un joueur international français de rugby à XV, mort pour la France pendant la guerre 1914-1918. Il joue au poste de demi de mêlée au Stade bordelais UC, puis au Stade nantais UC. Il est également sélectionné à deux reprises en équipe de France en 1906.

## Biographie
Pierre Jean Henri Lacassagne est né à Viella le 27 décembre 1883, fils de Pierre Lacassagne et de Marie Louise Magné . Après sa scolarité primaire à l'école de Viella, il fait ses études secondaires au lycée Montaigne de Bordeaux, où il passe son baccalauréat en 1901 et découvre le rugby à XV, un sport qu'il affectionne particulièrement et dans lequel il excelle. Pendant les vacances scolaires, il revient dans son village et y crée et entraîne l'équipe de rugby locale. Après avoir fait son service militaire comme engagé volontaire au 144e RI à Bordeaux, il poursuit des études de commerce, et tente une expérience sans lendemain en Amérique du Sud. Il s'établit ensuite à Nantes, où il prend une participation dans une maison d'articles de sport (la maison Coutes et compagnie) et où il réside jusqu'en 1914.
Incorporé en tant que réserviste dès le début de la première Guerre mondiale en 1914, il fait le peloton des élèves sous-officiers et en ressort avec le grade de sergent-fourrier, avant d'être promu sergent-major le 10 août 1915. Envoyé au front avec le 59e RI, il est blessé au bois d'Avocourt en 1915. Après cette première blessure et une longue convalescence, il passe dans l'armée territoriale et demande à servir dans l'aviation. Affecté en 1917 à l'école de tir aérien de Cazaux, puis à la 46e escadrille du 2e groupe d'aviation en tant que mitrailleur, il s'y distingue. En effet, une première citation à l'ordre de l'Armée le qualifie d'« excellent mitrailleur, d'un courage et d'un sang-froid au-dessus de tout éloge, grièvement blessé au cours d'un combat contre 15 avions ennemis, a bravement surmonté sa douleur et, par la précision de son tir, permis aux appareils qu'il protégeait de continuer sa mission. ». Cependant, le 14 septembre 1918 à 9 h 15, dans le ciel de Saint-Benoît (Haute-Marne) a lieu un combat aérien au cours duquel il reçoit une première balle dans la poitrine. Cette première blessure n'est pas mortelle et il continue à mitrailler l'avion ennemi qui va s'enflammer et s'écraser au sol, mais une seconde rafale tirée d'un autre avion allemand l'atteint cette fois-ci à la tête, et lorsque le pilote, le sous-lieutenant Paul Résal, réussit indemne à poser son appareil à Saint-Mihiel (Meuse), son coéquipier avait cessé de vivre.
Deux mois après cette mort glorieuse, le Général Pétain décerne une seconde citation à l'ordre de l'Armée au sergent-major Pierre Henri Lacassagne, du 59e régiment d'infanterie, mitrailleur en avion C. 46 : « Excellent mitrailleur, d'un courage et d'une adresse remarquables. Le 14 septembre 1918, au cours d'une mission de protection de bombardement particulièrement difficile, a engagé vaillamment la lutte contre 7 monoplaces ennemis et a abattu l'un de ses adversaires. A été peu après atteint très gravement. Une blessure antérieure. Une citation. ».
Après la guerre, le village de Viella honore la mémoire de son héros en donnant son nom au premier terrain de sport de la commune.

## Carrière rugbystique
Henri Lacassagne dispute son premier test match avec  l'équipe de France le 1er janvier 1906, contre la Nouvelle-Zélande — premier match officiel de l'histoire de celle-ci, dans l'ancien Parc des Princes. En tournée dans les îles britanniques, les All Blacks acceptent de faire un crochet par Paris. Ces derniers s'imposent facilement 38–8 devant 3 000 spectateurs,. Henri Lacassagne dispute son second test match le 5 janvier 1907, contre l'équipe d'Angleterre.
Il est champion de France en 1904, 1905, 1906, 1907 et finaliste en 1908 avec le Stade bordelais.
À l'occasion du premier match du XV de France contre les All Blacks, le journal La dépêche de Toulouse a publié une photo montrant les joueurs, Français et Néo-Zélandais ensemble, et écrivait « Lacassagne (Stade Bordelais, demi de mêlée) : un jeune. L'élève de (...)chou dont il a toutes les qualités physiques, avec plus d'exubérance encore. Une véritable furie, il n'est jamais à court d'expédients. Ses audaces font parfois le salut de son équipe. »

## Palmarès

### Finales disputées
| 'Date de la finale | Vainqueur          | Finaliste          | Score | Lieu de la finale                 | Spectateurs |
| ------------------ | ------------------ | ------------------ | ----- | --------------------------------- | ----------- |
| 27 mars 1904       | Stade bordelais UC | Stade français     | 3-0   | La Faisanderie, Saint-Cloud       | 2 000       |
| 16 avril 1905      | Stade bordelais UC | Stade français     | 12-3  | Stade Sainte-Germaine, Le Bouscat | 6 000       |
| 8 avril 1906       | Stade bordelais UC | Stade français     | 9-0   | Parc des Princes, Paris           | 4 000       |
| 24 mars 1907       | Stade bordelais UC | Stade français     | 14-3  | Stade Sainte-Germaine, Le Bouscat | 12 000      |
| 5 avril 1908       | Stade français     | Stade bordelais UC | 16-3  | Stade Yves-du-Manoir, Colombes    | 10 000      |

### Matchs internationaux
| #  | Date             | Lieu                      | Adversaire       | Résultat | Points marqués | Competition |
| -- | ---------------- | ------------------------- | ---------------- | -------- | -------------- | ----------- |
| 1. | 1er janvier 1906 | Parc des Princes (Paris)  | Nouvelle-Zélande | 8-38     | 0 point        | Test match  |
| 2. | 5 janvier 1907   | Athletic Ground (Londres) | Angleterre       | 13-41    | 0 point        | Test match  |